# Giongo (Familienname)
Giongo ist ein Familienname aus dem Trentino.

## Herkunft und Bedeutung
Der Familienname „Giongo“ ist mit „Gionghi“ verknüpft, einer Fraktion der italienischen Gemeinde Lavarone in der Provinz Trient. Es handelt sich sowohl beim Familiennamen als auch beim Ortsnamen um die bereits 1445 italienisierte Form des deutschen Namens „Jung“.

## Verbreitung
Italien, Brasilien, USA, Deutschland

## Varianten
- im Trentino verbreitete Varianten: Iùngg, Jùng, Jùngg
- historisch dokumentierte Varianten: Gionghi, Iùng, Jùnck, Ju(n)gi
- als Hausname: Junghoff, Joncher, Jonch
- latinisierte Formen: Jongo, Jongùs

## Bekannte Namensträger
- Fabio Giongo (1928–2019), italienischer Opernsänger (Bassbariton)
- Francesco Antonio Giongo (1720–1776), Bildhauer und Architekt aus Lavarone (Neptunbrunnen in Trient)
- Franco Giongo (1891–1981), italienischer Leichtathlet